# Romanowo (powiat ełcki)
Romanowo (niem. Romanowen, od 1938 Heldenfelde) – wieś w Polsce położona w województwie warmińsko-mazurskim, w powiecie ełckim, w gminie Kalinowo.
W latach 1975–1998 miejscowość położona była w województwie suwalskim.